# Saint-Ouen-le-Mauger
Saint-Ouen-le-Mauger là một xã thuộc tỉnh Seine-Maritime trong vùng Normandie miền bắc nước Pháp.

## Dân số
| 1962                                            | 1968 | 1975 | 1982 | 1990 | 1999 | 2006 |
| ----------------------------------------------- | ---- | ---- | ---- | ---- | ---- | ---- |
| 203                                             | 211  | 193  | 193  | 177  | 172  | 184  |
| Starting in 1962: Population without duplicates |      |      |      |      |      |      |